# 曲兆祥
曲兆祥（1956年—），親民黨籍，現任國立台灣師範大學政治學研究所教授，1990年代中期曾加入中國國民黨救黨改革委員會。1996年擔任新黨國民大會代表。2002年，代表親民黨參選第9屆台北市議員落選，2014年擔任台北市政府公務人員訓練處處長。
2016年2月15日擔任臺北市政府研究發展考核委員會主任委員（仍兼任公務人員訓練處處長），後於2017年3月卸任研究發展考核委員會主任委員，專任公務人員訓練處處長一職。

## 學術專長
- 比較政治、西洋政治思想、政黨與選舉、中國大陸政治研究、兩岸關係

## 期刊論文
- 曲兆祥，兩岸海洋疆域政策的再思考，海洋事務與政策評論，第3卷, 第1期, 2014年12月, 頁59-71。
- 曲兆祥，田昭容，中國大陸腐敗成因分析-從內生變數與外生變數角度析論之，當代中國研究，vol.19, No.2, 2012, 頁131-178。
- 曲兆祥、吳建忠，〈中國大陸鄉鎮人大改革的實驗─以浙江溫嶺市鄉鎮「民主懇談會」為例〉，中國大陸研究，第53 卷第3 期（2010 年9 月），頁1-23。（TSSCI）
- 曲兆祥、劉哲宏（2008）西方毛學各家觀點評析 ，刊於《師大政治論叢》，第9、10 期合輯，頁61-84。
- 曲兆祥（2004）公民投票概念的定義、性質與種類之分析與建議 ，刊於《師大政治論叢》，第2 期，頁1-17。
- 曲兆祥（2004）全球化vs.本土化：一個中國概念對台灣形成的政治困境 ，刊於《經濟全球化兩岸論壇》，頁123-131。
- 曲兆祥（2004）公民投票概念的定義、性質與種類之分析與建議 ，刊於《師大政治論叢》，第2 期，頁1-28。
- 曲兆祥（1999）我國國會改革可行方案之研究，刊於《中國文化大學行政管理學報》， 第二期，頁1-17。
- 曲兆祥（1998）民國86 年修憲後總統、行政院與立法權力運作關係及其問題之分析，刊於《中國文化大學行政管理學報》，創刊號，頁1-20。
- 曲兆祥（1993）論一黨獨大政黨體制與開發中國家政治發展之關係，刊於《中國文化大學政治研究所學報》，第二期，頁125-136。

## 研討會論文
- 曲兆祥（2014），〈維護共同祖產：兩岸海洋疆域政策的再思考〉，「2014年兩岸建立互信與換位思考學術研討會」。台北：中國文化大學。
- 曲兆祥（2012），<2012台灣大選後兩岸關係及台澳關係的發展>，紀念澳門基本法頒佈19周年學術研討會，澳門基本法推廣協會
- 曲兆祥（2011），<十二五規劃對兩岸關係發展及對澳門發展的影響>，《國家十二五規劃與澳門特區的發展-紀念澳門基本法頒佈18周年學術研討會論文集》，澳門基本法推廣學會，頁186-9。
- 曲兆祥、陳蓋武（2011），〈美國政府對馬政府處理兩岸關係政策之態度分析〉，「建國百年：臺海周邊安全」學術研討會，國立臺灣師範大學，民國100年9月22日。
- 曲兆祥、吳建忠（2008），〈制度創新或回歸事件？以「浙江溫嶺市」民主懇談會為例〉，2008年中國政治學會年會暨「2008：變局與挑戰」學術研討會，中正大學，九月二十七日。
- 曲兆祥、吳建忠（2008），〈台灣選舉政治下的鄉鎮預算〉，地方人大公共預算審批與監督學術研討會，上海復旦大學，六月十四日。
- 曲兆祥、吳建忠（2008），「臺灣基層政府預算的過去、現在與未來」，發表於復旦大學主辦「地方人大預算審批與監督研討會」，2008年6月13日。
- 曲兆祥（2007），「單一選區兩票制對台北市各政黨席次及影響評估」，發表於台灣師範大學政治學研究所主辦「第八屆海峽兩岸孫中山思想之研究與實踐學術研討會」，民國96年11月11-12日，頁1-12。
- 曲兆祥（2007），「超越政治之後：一種兩岸關係的思維角度」，發表於明新科技大學主辦「臺海兩岸關係研討會」，民國96年5月25日。
- 曲兆祥（2006），「台灣於二○○八年之前進行憲改之可能性分析」，發表於「臺灣政治發展學術研討會」，民國95年8月，頁84-95。
- 曲兆祥（2006），「我國公投法提案權設計之探討」，發表於國家政策基金會主辦「憲政民主的成長與挑戰研討會」，民國95年4月。
- 曲兆祥（2005），「『一個中國』概念對兩岸關係的作用與影響」，發表於台灣師範大學政治學研究所主辦「第八屆孫中山與現代中國學術研討會」，民國94年3月。
- 曲兆祥（1992），「論孫中山思想與中國政黨政治前途」，發表於「孫逸仙思想與二十一世紀學術研討會（澳門）」，民國81年1月。
- 曲兆祥（1992），「台灣政治反對運動的發展困境」，發表於「[中山學說與二十一世紀中國]學術研討會」，民國81年2月，頁1-13。

## 專書及專書論文
- 曲兆祥、吳建忠（2012），〈江澤民、胡錦濤對台政策的延續與調適〉，張五岳主編，《兩岸關係研究（第二版）》，頁63-87，台北：新文京出版社，民國101年9月。
- 曲兆祥、吳建忠（2012），〈中國大陸農村治理與公共參與〉，張五岳主編，《中華大陸研究（第三版）》，頁185-205，台北：新文京出版社，民國101年9月。
- 曲兆祥、陳慧菁，「單一選區兩票制對台北市各政黨席次及影響評估」，梁世武主編，單一選區兩票制（台北：台灣商務，2008），頁281-306。
- 曲兆祥（2004），《公民投票理論與台灣的實踐》，台北：揚智文化出版社，民國93年10月，200頁。
- 曲兆祥（2003），《翻滾的蘭陽溪－宜蘭政治反正運動之研究》，永業出版社，民國81年3月，389頁。

## 研究計畫
- 曲兆祥（2011），委託單位：臺灣師大社會科學學院「中共黨內選舉制度比較研究—以江蘇省宿遷市與四川省成都市的「公推直選」制度創新為例」（2010年11月至2011年4月30日）
- 曲兆祥（2010），委託單位：亞太區域發展暨治理學會「ECFA簽定後兩岸關係發展之研究」，共同主持人（2010年9月至2011年1月31日）。
- 曲兆祥（2010），委託單位：台灣師大「美國政治獻金管理制度之研究」（2009年4月1日至2010年3月31日），師大研發字第09800047號。
- 曲兆祥（2008），委託單位：台灣民主基金會「協商民主語境下的政治參與研究—比較「新河試驗」與「惠南改革」的制度運作」（2008年3月至2008年9月）
- 曲兆祥（2007），委託單位：台灣師大「美國政治獻金管理制度之研究」（2007年9月1日至2008年2月28日）。

## 媒體訪問
- 美F18迫降純屬巧合? 政治盤算? 亞投行美國技巧性表態? 加入亞投行 台百利無弊? 柯P百日執政 局處挫著繳成績? 23份親筆簽名 還能不沾鍋? 趙強硬嗆政府?, 重磅新聞, 高點, 2015年4月2日 （页面存档备份，存于）
- 我加入亞投行 專家：中共應會支持，醒報，2015年3月29日 （页面存档备份，存于）
- 黨產難歸零? 曲兆祥：黨產與改革的抉擇，民視，2014年12月23日 （页面存档备份，存于）
- 曲兆祥：推倒「藍綠對立」的圍牆，從台北開始，蘋果日報，2014年10月30日 （页面存档备份，存于）
- 曲兆祥：絆勁敵　綠想把朱立倫綁在新北，中國評論，2013年11月23日 （页面存档备份，存于）